# ST Kinetics CPW
CPW(Compact Personal Weapon)는 싱가포르의 ST Kinetics에서 개인 방어 화기로 개발한 기관단총이다. CPW의 프로토타입은 9 mm 패러벨럼 탄을 사용하지만, ST Kinetics에 따르면 이 총은 모듈러 시스템을 채택하고 있기 때문에, 5.7×28 mm나 4.6×30 mm 등 다른 탄환으로도 간단히 변환한 뒤 사용할 수도 있다.